# Frederic Bartter
Frederic Crosby Bartter (10. rujna 1914. – 5. svibnja 1983.) bio je američki liječnik, endokrinolog najpoznatiji po prvim opisima sindroma neodgovarajućeg izlučivanja antidiuretskog hormona (SIADH) i Bartterova sindroma.
Rođen je na Filipinima u gradu Manila. U dobi od 13 godina otputovao je u SAD na školovanje. Nakon što se na godinu dana vratio na Filipine, otišao je na studij medicine u Harvard gdje je diplomirao 1940. Od 1951. radi na američkom institutu "National Institutes of Health" gdje je 1957. došao do prepoznavanja SIADH-a, a 1967. opisao sindrom koji će kasnije biti nazvan po njemu Bartterov sindrom. Godine 1978. seli u San Antonio, gdje radi u "Health Science Center" Sveučilišta Teksas (University of Texas) sve do smrti. 
Od 1986. Američko društvo za istraživanje kosti i minerala ("American Society for Bone and Mineral Research") dodjeljuje nagradu s njegovim imenom, "Frederic C. Bartter Award", za izvanredna dostignuća u kliničkom istraživanju.